# Guillem Francesc Comes
Guillem Francesc Comes va néixer probablement a principis del segle xvi. Va ser professor d'arts i medicina de l'Estudi General de Barcelona durant el període 1543-1545. L'any 1546 exercí de tresorer de dita universitat. Posteriorment a aquesta activitat en la docència va ser nomenat rector de l'Estudi General de Barcelona, càrrec que desenvolupà entre 1546 i 1548. Va morir a finals del segle xvi.